# Йоп Гіле
Йоп Гіле (нід. Joop Hiele, нар. 25 грудня 1958, Роттердам, Нідерланди) — нідерландський футболіст, що грав на позиції воротаря. По завершенні ігрової кар'єри — тренер. Виступав за національну збірну Нідерландів.
Чемпіон Нідерландів. Дворазовий володар Кубка Нідерландів. У складі збірної — чемпіон Європи.

## Клубна кар'єра
У дорослому футболі дебютував 1978 року виступами за команду клубу «Феєнорд», в якій провів дванадцять сезонів, взявши участь у 318 матчах чемпіонату. Більшість часу, проведеного у складі «Феєнорда», був основним голкіпером команди. За цей час виборов титул чемпіона Нідерландів, ставав володарем Кубка Нідерландів (двічі).
Згодом з 1990 по 1994 рік грав у складі команд клубів СВВ та «Дордрехт».
Завершив професійну ігрову кар'єру у клубі «Гоу Ехед Іглз», за команду якого виступав протягом 1994—1995 років.

## Виступи за збірну
1980 року дебютував в офіційних матчах у складі національної збірної Нідерландів. Протягом кар'єри у національній команді, яка тривала 12 років, провів у формі головної команди країни лише 7 матчів, здебільшого задовольняючись статусом резервного голкіпера.
У складі збірної був учасником чемпіонату Європи 1988 року у ФРН, здобувши того року титул континентального чемпіона, чемпіонату світу 1990 року в Італії.

## Кар'єра тренера
Розпочав тренерську кар'єру невдовзі по завершенні кар'єри гравця, 1996 року, увійшовши до тренерського штабу клубу «Віллем II».
В подальшому входив до тренерських штабів клубів ПСВ, Нідерланди, «Феєнорд», а також молодіжної збірної Нідерландів, незмінно займаючись підготовкою голкіперів.
Наразі останнім місцем тренерської роботи був клуб «АДО Ден Гаг», в якому Йоп Гіле був тренером воротарів 2013 року.

## Досягнення
- Чемпіон Нідерландів:

«Феєнорд»: 1983—1984
- Володар Кубка Нідерландів:

«Феєнорд»: 1979—1980, 1983—1984
- Чемпіон Європи: 1988